# ホーン機構

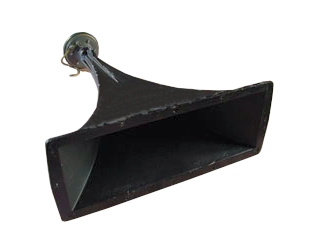
中音域用ホーンスピーカー

ホーンスピーカーの作動原理

ホーン機構（ホーンきこう、Horn loudspeaker）は、スピーカーの特性を改良するために採用されるラッパ形の構造である。

## 技術特性
- 比較的低出力のアンプでも大きなゲインが得られる。
- 広いダイナミックレンジを持つ。つまり小さい音から大音量まで再現できる。
- 指向性を持つ。また、フラットな周波数特性を持つ、つまり不自然な音の強調がない。
- 歴史的には、ホーン機構によって生み出された独特の音を「honkiness」という言い方で批評する意見もある。この音の特性の原因は、共振ではないかと考えられる。共振が発生すると、回路のインピーダンスにも影響を与える。金属性のホーンは、素材特性として唸り音を生み出す可能性がある。ポール・W・クリプシュ（英語版）によりファイバーグラスをホーン機構を使用したスピーカーが実用化され、これにより独特の音を緩和することができるようになった。さらに、クリプシュはトラクトリックス形状の中低域ホーンを実用化し、従来のホーンと比べて「honkiness」を減少させ、よりオープンな音が出せるようになった。